# Юрженко Володимир Васильович
Володи́мир Васи́льович Ю́рженко (20 квітня 1960, Київ — 13 березня 2023, Україна) — педагог, доктор педагогічних наук, відмінник освіти України, професор кафедри теорії і методики технологічної освіти та комп'ютерної графіки Університету Григорія Сковороди в Переяславі, співавтор підручників з трудового навчання.

## Біографічні дані
Народився 20 квітня 1960 року в Києві в родині службовців, Василя Яковича й Антоніни Георгіївни.
У 1977 році закінчив загальноосвітню середню школу № 195 міста Києва, того ж року вступив на факультет загальнотехнічних дисциплін Київського державного педагогічного інституту ім. О. М. Горького. У червні 1981 року закінчив його й отримав диплом про вищу освіту за спеціальністю «Загальнотехнічні дисципліни».
Після закінчення навчання у 1981 році, за пропозицією керівництва Київського педінституту та рішенням Міністерства народної освіти УРСР був направлений за розподілом на кафедру загальнотехнічних дисциплін для викладацької роботи. З 1984 року працював асистентом на кафедрі трудового навчання і креслення. У листопаді 1993 року обраний на посаду старшого викладача, а в лютому 2005 року переведений на посаду доцента.
У 2004 році захистив дисертаційне дослідження з наукового ступеня кандидата педагогічних наук за темою «Формування системи знань про основи сучасного виробництва у майбутніх вчителів трудового навчання» у спеціалізованій вченій раді НПУ ім. М. П. Драгоманова, а навесні 2006 року отримав атестат доцента. У червні 2008 року вступив до докторантури Інституту педагогіки НАПН України, а наприкінці травня 2011 року успішно її закінчив та підготував до захисту докторську дисертацію «Теоретичні засади змісту і структури освітньої галузі «Технологія» в основній школі», яку захистив у травні 2014 року в спеціалізованій Вченій раді НПУ імені М. П. Драгоманова.
У 2006 році перейшов працювати на посаду в.о. заступника директора з наукової роботи Інституту професійно-технічної освіти АПН України. 21 вересня 2006 року Президією Академії педагогічних наук України затверджений на посаді заступника директора з наукової роботи Інституту професійно-технічної освіти. Працював на посаді до початку червня 2008 року. Після закінчення докторантури повернувся до роботи в Інституті де й працював до серпня 2016 року на посадах старшого, а потім головного наукового співробітника. За сумісництвом, протягом усього часу перебування на посаді заступника директора з наукової роботи, у докторантурі й до червня 2016 року працював на кафедрах основ виробництва, загальнотехнічних дисциплін Інституту гуманітарно-технічної освіти НПУ. На кафедрі промислової інженерії та сервісу у 2015 році отримав звання і атестат професора.
З серпня 2016 року й по березень 2023 року працював на посаді професора кафедри теорії і методики технологічної освіти та комп'ютерної графіки Університету Григорія Сковороди в Переяславі.
Помер 13 березня 2023 року внаслідок тяжкої хвороби.

## Наукова робота
До кола наукових інтересів вченого належали історія та розвиток техніки і технологій, питання впровадження змісту й методик трудового навчання, технологічної і професійної освіти, проблеми методології розвитку освіти і формування техніко-технологічної культури, актуальні проблеми педагогіки, навчання і виховання студентської та учнівської молоді.
Автор понад 200 наукових, науково-методичних та науково-публіцистичних праць, один із розробників методологічних підходів до формування техніко-технологічної культури особистості через зміст і структуру технологічної освітньої галузі в закладах загальної середньої освіти. Брав участь у розробці Державного стандарту України з підготовки вчителів трудового навчання у вищих педагогічних навчальних закладах І–ІV рівнів акредитації, а також проєкт Державного стандарту базової і повної середньої освіти, галузь «Технологія» та програму «Трудове навчання» для 5–9 класів і програму предмета «Основи сучасного виробництва» для 10—11 і 10—12 класів загальноосвітніх навчальних закладів. Був консультантом при розробці стандарту основної школи за напрямом «технологічна освітня галузь» і формуванні нового загальноосвітнього предмета «Технології»; разом зі співавторами розроблена і затверджена грифом МОН України модельна навчальна програма загальноосвітнього предмета «Технології» на основі названого стандарту відповідно до засад НУШ.
З 2013 по 2017 рік співавтор створення підручників з «Трудового навчання» для 5—9 класів загальноосвітньої школи з грифом МОН.
Був активним учасником організації наукових, науково-практичних конференцій та форумів міжнародного, всеукраїнського та регіонального рівнів за напрямами технологічна та професійна освіта.
Співавтор чотирьох запатентованих винаходів: «Керамічний двигун внутрішнього згорання», «Вітродвигун з ротором, який має форму поверхонь обертання», «Вітродвигун з лопатевими колесами», «Керамічний двигун внутрішнього згорання з еліпсною або овальною формою перетину циліндра і поршня».

## Нагороди
- Почесна грамота Міністерства освіти України (2004);
- Нагрудний знак «Відмінник освіти України» (2009);
- Почесна грамота Національної академії педагогічних наук України (2016);
- Почесна грамота Національної академії наук України (2019);
- Відзнака «Орден Григорія Сковороди» Університету Григорія Сковороди в Переяславі (2020)[1].